# مازرغان
مازرغان هي بلدة في مقاطعة غيجدفان في ولاية بخارى في أوزبكستان.